# آرد سخنک
آرد سخِنک (به هلندی: Ard Schenk) ورزشکار مرد رشتهٔ اسکیت سرعتی اهل کشور هلند است. وی در بین سال‌های ‎۱۹۶۸ تا ۱۹۷۲ میلادی در مسابقات بازی‌های المپیک زمستانی در مجموع ۴ مدال، شامل ۳ مدال طلا و ۱ نقره را کسب کرد.